# Красная Хворостань
Красная Хворостань — посёлок в Каширском районе Воронежской области.
Входит в состав Кондрашкинского сельского поселения.
Посёлок не имеет постоянного населения.

## География

### Улицы
- ул. Красная Хворостань.